# Wolfgang Mantl
Wolfgang Mantl (* 18. März 1939 in Wien; † 29. Juli 2022 in Graz) war ein österreichischer Politikwissenschaftler und Jurist an der juristischen Fakultät der Karl-Franzens-Universität Graz, wirkliches Mitglied der Österreichischen Akademie der Wissenschaften und Herausgeber der Studien für Politik und Verwaltung (gemeinsam mit Christian Brünner und Manfried Welan).

## Leben
Wolfgang Mantl studierte Rechtswissenschaft und promovierte 1961 an der Universität Wien. Nach einer Anstellung an der Wirtschaftsuniversität Wien wechselte er 1965 an die Karl-Franzens-Universität in Graz, wo er 1974 in Allgemeine Staatslehre, Politikwissenschaft und Österreichischem Verfassungsrecht habilitierte. Er war bis 2007 Leiter der Abteilung für Politikwissenschaft sowie Allgemeine Staats- und Verfassungslehre an der Rechtswissenschaftlichen Fakultät der Universität Graz und emeritierte 2007. Wolfgang Mantl widmete sich vor allem der Demokratietheorie, der Verwaltungspolitologie, der Parteienlehre sowie der Entwicklungsanalyse politischer Ideen und Bewegungen. Zu seinen Studenten zählten unter anderem Margit Kraker, Andreas Kumin, Joseph Marko und Klaus Poier.
Mantl war Gastprofessor an der Universität Leiden in den Niederlanden, der Universität Fribourg in der Schweiz, der Nationalen Iwan-Franko-Universität Lemberg in der Ukraine und hatte von 2003 bis 2008 einen Lehrauftrag für Politikwissenschaft an der FH Joanneum in Graz inne. Mantl war verheiratet und hatte vier Kinder. Er war Mitglied der katholischen Studentenverbindungen KaV Norica Wien (seit 1957), KÖHV Carolina Graz (seit 1976), KÖStV Traungau Graz (seit 1998) und KÖStV Babenberg Graz (seit 2000) im ÖCV. Er wurde am  Friedhof St. Leonhard in Graz beigesetzt.

## Öffentliche Funktionen
Mantl arbeitete von 1979 bis 1990 an der Reform der steirischen Landesverfassung mit, gab seit 1985 gemeinsam mit Christian Brünner und Manfred Welan die Studien für Politik und Verwaltung heraus und war 1985 Mitherausgeber der Kleinen Zeitung. 1987 und 1988 war er wissenschaftlicher Leiter des von Alois Mock einberufenen gesellschaftspolitischen Forums der ÖVP, als deren Vordenker er galt.
Von 1992 bis 2001 war er Obmann des Vereines „Josef Krainer – Steirisches Gedenkwerk“ in Graz, seit 1993 war er korrespondierendes und seit 1999 wirkliches Mitglied der Österreichischen Akademie der Wissenschaften. Von 1993 bis 1997 war Mantl  Mitglied der Österreichischen UNESCO-Kommission und des Österreichischen Rates für Wissenschaft und Forschung in Wien und von 1998 bis 2004 Mitglied des Kuratoriums des Europäischen Forums Alpbach. Von 2003 bis 2005 war er Gründungsvorsitzender des Österreichischen Wissenschaftsrats. Weiters war er Gutachter des Fonds zur Förderung der Wissenschaftlichen Forschung (FWF), des Jubiläumsfonds der Oesterreichischen Nationalbank, der Österreichischen Forschungsgemeinschaft (ÖFG) und der Österreichischen Akademie der Wissenschaften.

## Auszeichnungen
- Benennung eines Planeten „(17488) Mantl = 199 TQ6“ seitens der Internationalen Astronomischen Union in Heidelberg
- 1962 Johann-Nestroy-Preis
- 1971 Leopold-Kunschak-Preis
- 1975 Kardinal-Innitzer-Förderungspreis für Rechts- und Staatswissenschaften
- 1981 Karl-von-Vogelsang-Staatspreis für Geschichte der Gesellschaftswissenschaften
- 1986 Silberne Pro Meritis-Medaille der Universität Graz
- 1993 Kardinal-Innitzer-Preis
- 2002 Großer Josef-Krainer-Preis für Wissenschaft
- 2004 Silbernes Ehrenzeichen des Landes Salzburg
- 2004 Großes Goldenes Ehrenzeichen für Verdienste um die Republik Österreich[7][8]
- 2006 Ehrendoktorat der Nationalen Iwan-Franko-Universität Lemberg
- 2007 Großes Goldenes Ehrenzeichen mit Stern des Landes Steiermark[9]
- 2011 Mitglied der Academia Europaea[10]
- 2012 Bürger der Stadt Graz[11]
- 2013 Wissenschaftspreis der Margaretha Lupac Stiftung[12]
- 2022 Ehrenring des Landes Steiermark[13]

## Publikationen
Mantl fungierte als Herausgeber mehrerer Bücher, darunter:
- mit Alfred Klose, Valentin Zsifkovits (Hrsg.): Katholisches Soziallexikon. Innsbruck/Graz 1980.
- mit Christian Brünner, Manfried Welan (Hrsg.): Studien zu Politik und Verwaltung, Wien/Köln/Graz, seit 1981 (bisher 95 Bände).
- mit Kurt Freisitzer, Walter Höflechner, Hans-Ludwig Holzer (Hrsg.): Tradition und Herausforderung. 400 Jahre Universität Graz. Graz 1985.
- mit Josef Krainer, Manfred Prisching, Michael Steiner (Hrsg.): Nachdenken über Politik. Jenseits des Alltags und diesseits der Utopie. Graz/Wien/Köln 1985.
- mit Peter Berner, Emil Brix (Hrsg.): Wien um 1900. Aufbruch in die Moderne. Wien 1986.
- mit Erhard Busek, Meinrad Peterlik (Hrsg.): Wissenschaft und Freiheit. Ideen zu Universität und Universalität. Wien/München 1989.
- Die neue Architektur Europas. Reflexionen in einer bedrohten Welt. Wien/Köln/Graz 1991.
- Politik in Österreich. Die Zweite Republik: Bestand und Wandel. Wien/Köln/Graz 1992.
- mit Bernd-Christian Funk, Hans R. Klecatsky, Edwin Loebenstein, Kurt Ringhofer (Hrsg.): Staatsrecht und Staatswissenschaften in Zeiten des Wandels. Festschrift für Ludwig Adamovich zum 60. Geburtstag. Wien/ New York 1992.
- mit Josef Krainer junior (Hrsg.): Ortsbestimmung. Politik-Wirtschaft-Europa. Graz/Wien/Köln 1993.
- (Hrsg.): Effizienz der Gesetzesproduktion. Deregulierung im internationalen Vergleich. Wien 1995.
- mit Emil Brix (Hrsg.): Liberalismus. Perspektiven und Interpretationen. Wien/Köln/Graz 1996.
- mit Alfred Ableitinger, Herwig Hösele (Hrsg.): Die Landeshauptleute der Steiermark. Graz/Wien/Köln 2000.
- (Mitherausgeber): Steirisches Jahrbuch für Politik, Graz seit 2001 (bisher 9 Bände).
- mit Christian Brünner, Alfred J. Noll, Werner Pleschberger (Hrsg.): Kultur der Demokratie. Festschrift für Manfried Welan zum 65. Geburtstag. Wien/Köln/Graz 2002.
- mit Bernd-Christian Funk, Gerhart Holzinger, Hans R. Klecatsky, Karl Korinek, Peter Pernthaler (Hrsg.): Der Rechtsstaat vor neuen Herausforderungen. Festschrift für Ludwig Adamovich junior zum 70. Geburtstag. Wien 2002.
- mit Franz Kreuzer, Maria Schaumayer (Hrsg.): Gigatrends. Erkundungen der Zukunft unserer Lebenswelt. Wien/Köln/Graz 2003.
- mit Franz Lackner (Hrsg.): Identität und offener Horizont. Festschrift für Bischof Egon Kapellari zum 70. Geburtstag. Wien/Graz/Klagenfurt 2006.

Darüber hinaus veröffentlichte er wissenschaftliche Beiträge in Fachzeitschriften und Monographien, darunter:
- Der österreichische Parteienstaat. Die Rolle und einige Gegenwartsprobleme der Parteien in der österreichischen Demokratie. Leibnitz 1969.
- Repräsentation und Identität. Demokratie im Konflikt. Wien/ New York 1975.
- mit Christian Brünner, Dietmar Pauger, Reinhard Rack: Verfassungspolitik. Dokumentation Steiermark. Wien/Köln/Graz 1985.
- Politikanalysen. Untersuchungen zur pluralistischen Demokratie. Wien/Köln/Graz 2007.

Ihm wurden folgende Bücher gewidmet:
- Joseph Marko, Klaus Poier (Hrsg.): Politik, Staat und Recht im Zeitenbruch. Symposion aus Anlass des 60. Geburtstags von Wolfgang Mantl. Wien/Köln/Graz 2001.
- Hedwig Kopetz, Joseph Marko, Klaus Poier (Hrsg.): Soziokultureller Wandel im Verfassungsstaat. Phänomene politischer Transformation. Festschrift für Wolfgang Mantl zum 65. Geburtstag. Zwei Bände. Wien/Köln/Graz 2004.